# ネクセンタ・システムズ
ネクセンタ・システムズ（英: Nexenta Systems, Inc）は、アメリカカリフォルニア州サンノゼに本社を置くソフトウェア会社である。ソフトウェア会社Silverback SystemsのAlex AizmanとDmitry Yusupovによって設立された。

## 概要
ネクセンタ・システムズはOpenSolaris、GNUユーティリティ、Ubuntuを組み合わせたNexenta OSプロジェクトを主導し、これを商用化した主力製品の「NexentaStor」を提供している。これはファイルシステムZFSをベースとしたNASやSAN向けのストレージ専用OSであり、このSDS(Software Defined Storage)ソリューションを用いることでデータセンターのコストを削減できるとされる。

## 沿革
- 2005年9月26日 - Alex AizmanとDmitry Yusupovにより設立
- 2008年 - ストレージ専用OS「NexentaStor」を提供[5]
- 2010年8月 - OpenSolarisオープンソースプロジェクト廃止に伴いIllumosオープンソースプロジェクトに参加[6]
- 2012年1月18日 - シリーズCラウンドでMenlo Ventures等より2,100万ドル調達
- 2013年2月27日 -  シリーズDラウンドでFour Rivers Group等より2,400万ドル調達[7]
- 2014年12月4日 - 日本法人ネクセンタ・システムズ・ジャパン株式会社を設立[8]
- 2014年8月30日 - シリーズEラウンドでDell Ventures等より3,460万ドル調達[9]
- 2015年4月28日 - シリーズFラウンドでDell Technologies Capital、Sierra Venturesより2,980万ドル調達
- 2016年12月16日 - シリーズGラウンドでJavelin Venture Partnersより770万ドル調達[10]
- 2017年11月28日 - コーポレートラウンドでSoftBank、Javelin Venture Partnersより2,000万ドル調達[11]